# David Forbes
David John Oliver Forbes (ur. 26 stycznia 1934 w Sydney, zm. 21 maja 2022 tamże) – australijski żeglarz sportowy. Złoty medalista olimpijski z Monachium.
Zawody w 1972 były jego drugimi igrzyskami olimpijskimi (debiutował w 1968) – zwyciężył w klasie Star. Partnerował mu John Anderson. W klasie 5,5 m był mistrzem świata w 1970 i wicemistrzem w 1971. Brał udział, w Solingu, w igrzyskach w 1976.